# Rombo di tuono
Rombo di tuono (Missing in Action) è un film statunitense del 1984 diretto da Joseph Zito e interpretato da Chuck Norris. Il film si colloca nel contesto della Guerra del Vietnam. Il colonnello Braddock, che fuggì da prigioniero da un campo di guerra del Vietnam 10 anni prima, vi fa ritorno per trovare i soldati statunitensi elencati come dispersi durante la guerra.
Il film è stato seguito da un prequel, Missing in Action (1985), e da un sequel, Braddock: Missing in Action III (1988).

## Trama
Il colonnello James Braddock è continuamente tormentato dai ricordi della guerra del Vietnam, e dalle testimonianze da parte di persone che sostengono di aver visto all'interno della repubblica popolare del Vietnam prigionieri statunitensi ancora detenuti. Questi tormenti sono in parte dovuti al fatto che il colonnello stesso era stato trattenuto nei campi di prigionia al termine della guerra, ma era riuscito a fuggire (cosa che sarà oggetto del prequel successivo).
Quando a Saigon si svolge una conferenza tra gli Stati Uniti e il Vietnam per mettere in chiaro la questione dei prigionieri di guerra anche il colonnello Braddock viene inviato sul posto, ma fin dal momento del suo arrivo crea delle complicazioni a cominciare da quando all'aeroporto si rifiuta di stringere la mano al generale Trau dell'esercito del Vietnam. Durante la conferenza il generale Trau sostiene che il colonnello fu trattenuto al termine della guerra per via di alcuni crimini compiuti contro il popolo vietnamita, in particolare contro donne e bambini, mostrando alcuni documenti e dichiarazioni giurate da parte di testimoni. Braddock guarda in faccia i vari testimoni e quando uno di loro nella propria lingua gli chiede scusa, Braddock annuisce dicendogli che lo comprende. Trau interroga il colonnello sul perché durante la guerra il governo vietnamita avesse messo su di lui una taglia di 5000 $. Braddock, oltre a ricordargli che erano 20000 $, lo insulta pubblicamente, affermando che quella taglia era stata messa non per crimini contro il popolo, ma per aver ucciso uomini come lui. Trau conferma che il colonnello Braddock fu trattenuto dopo la guerra non come prigioniero di guerra ma come un comune criminale e che non vi sono ragioni per cui altri statunitensi siano ancora detenuti nei campi.
Alla sera Braddock che alloggia in un albergo sorvegliato da militari vietnamiti insieme alla signorina Ann con la scusa di bere qualcosa insieme si reca nella sua stanza, ma una volta dentro si toglie gli abiti di dosso ed indossa una tuta mimetica e utilizzando le ringhiere dei balconi si allontana dall'albergo. Si intrufola nella villa del generale Trau, lo coglie nel sonno, e si fa riferire in quale campo sono tenuti i prigionieri statunitensi. Ma mentre Braddock è sul punto di squagliarsela Trau estrae una pistola da sotto il cuscino e fa fuoco su di lui costringendolo ad ucciderlo con un pugnale. Viene dato l'allarme e il cadavere di Trau viene trovato nel suo letto. Braddock fugge dalla villa e si dirige all'hotel sorvegliato dal quale è fuggito. All'hotel giungono diverse pattuglie per verificare se l'omicidio sia stato perpetrato dal colonnello Braddock, il quale arrampicandosi sulle finestre giunge appena in tempo in stanza per farsi trovare nel letto con la signorina Ann, facendo credere di aver passato la notte con lei. Ma un militare vietnamita che aveva torturato Braddock ai tempi della guerra gli dà l'ultimatum di partire entro l'indomani.
Il colonnello si reca a Bangkok da Tuck, un suo vecchio compagno d'armi. Gli chiede la sua barca per arrivare in Vietnam, e insieme vanno a procurarsi mitra, fucili, e munizioni. Acquistano anche un canotto con motore silenziato e munito di mitragliatori. La mattina seguente Braddock nel prepararsi apre l'armadio e trova un uomo armato di coltello che tenta di ucciderlo. Braddock si difende scaraventandolo fuori dalla finestra. Nel guardare l'assalitore volar giù, nota alla finestra di fronte lo stesso uomo che quando era nel Vietnam gli aveva dato l'ultimatum insieme ad un uomo munito di lancia-granate, il quale gli spara. Braddock che aveva intuito e si era mosso appena in tempo sopravvive, e capisce che è giunto il momento di agire. Insieme a Tuck si dirige alla barca, ma un gruppo di uomini a bordo di automobili fa fuoco su di loro. Mentre Tuck tenta di tagliare le cime per far partire la barca, Braddock è costretto a vedersela con gli assalitori in folli inseguimenti. Ma riesce a farli fuori e a gettarsi in acqua per partire insieme a Tuck. Al molo giunge anche il soldato vietnamita che aveva torturato Braddock durante la guerra che tenta di raggiungerlo con un motoscafo. In serata il torturatore sale di nascosto sulla barca di Tuck e si accinge ad ucciderli di sorpresa. Ma Braddock si accorge di lui e lo uccide.
Giunti nel Vietnam col canotto silenziato, Braddock e Tuck eliminano i soldati di guardia, e mentre Tuck rimane a guardia del canotto, Braddock si reca nel campo di prigionia, taglia il filo spinato, entra, piazza alcuni esplosivi e fa saltare tutto per aria. Ma quando si accinge ad aprire le gabbie dei prigionieri scopre dall'unico detenuto rimasto che i prigionieri sono stati trasferiti e che stanno ancora percorrendo la strada lungo il fiume. Braddock torna al canotto da Tuck e i due si apprestano a liberare i detenuti. Conoscendo il tragitto che stanno seguendo si dirigono in zona col canotto e non appena li vedono aprono il fuoco sui militari vietnamiti. Riusciti a liberare i prigionieri vengono avvistati da un gruppo di altri soldati e sono costretti a fuggire. Dopo essere sopravvissuti a più scontri a fuoco, un elicottero che il colonnello aveva noleggiato si appresta a raggiungerli e a portarli nel luogo dove si sta concludendo la missione diplomatica e proprio mentre un militare sta dichiarando che non vi sono più detenuti nel Vietnam, Braddock irrompe nella stanza coi prigionieri che ha liberato.

## Riprese
Le riprese durarono dall'11 giugno 1984 fino all'ottobre dello stesso anno. Il film venne girato interamente nelle Filippine, a parte i luoghi di guerra e le scene finali che vennero girate anche in diversi luoghi dell'Asia Centrale.

## Date di uscita
Il film uscì negli USA il 16 novembre 1984. Negli altri Paesi uscì:
- Argentina: 13 dicembre 1984
- Paesi Bassi: 31 gennaio 1985
- Italia: 6 febbraio 1985
- Danimarca e Finlandia: 29 marzo 1985
- Svezia: 31 maggio 1985

## Box office e incassi
Il film presentava un budget di 2.500.000 di dollari. Nel weekend d'apertura il film incassò sei milioni di dollari. Incassò in totale 22.812.000 dollari, finora l'incasso maggiore di un film interpretato da Chuck Norris come protagonista assoluto.

## Videogioco
Nel 1989 era prevista la produzione di un videogioco per Atari 7800 tratto dal film, da parte della TNT Games, ma per ragioni sconosciute non venne pubblicato. Solo nel 2007 un prototipo quasi completo del gioco è stato recuperato e pubblicato legalmente in serie limitata per il mercato dei collezionisti.